# Schellenberg (Hahnenkamm)
Der Schellenberg ist eine 569,8 m ü. NHN hohe, teils bewaldete Erhebung des Mittelgebirges Fränkische Alb im mittelfränkischen Landkreis Weißenburg-Gunzenhausen (Bayern).

## Geographie

### Lage
Der Schellenberg liegt im Naturpark Altmühltal zwischen Auernheim, dem höchstgelegenen Ort Mittelfrankens, im Norden und Wieshof im Süden, zwei Gemeindeteilen von Treuchtlingen. Auf dem Schellenberg liegen Teile des Landschaftsschutzgebiets Schutzzone im Naturpark Altmühltal (CDDA-Nr. 396115; 1995 ausgewiesen; 1632,9606 km² groß).
Westlich fließt der Wieshofgraben vorbei. Nördlich liegt der Schmalenberg, östlich der Geißberg, nordöstlich der Ecklestein und nordnordöstlich der Gehäubichel. Jenseits von Letzterem erstreckt sich der Höhenzug Hahnenkamm. Etwa 800 m südwestlich verläuft die Grenze zu Polsingen mit dem Gemeindeteil Döckingen.

### Naturräumliche Zuordnung
Der Schellenberg gehört in der naturräumlichen Haupteinheitengruppe Fränkische Alb (Nr. 08), in der Haupteinheit Südliche Frankenalb (082) und in der Untereinheit Altmühlalb (082.2) zum Naturraum Hahnenkammalb (082.20).